# Visita de Leonid Brézhnev a Cuba
La visita de Leonid Brézhnev a la República de Cuba se dio entre el 28 de enero al 3 de febrero de 1974, se convirtió en un acontecimiento importante en la historia de las relaciones cubano-soviéticas. Para entonces, estas relaciones ya estaban básicamente formadas y abarcaban cuatro áreas: economía, educación, salud y cultura.

## Cronología de los acontecimientos

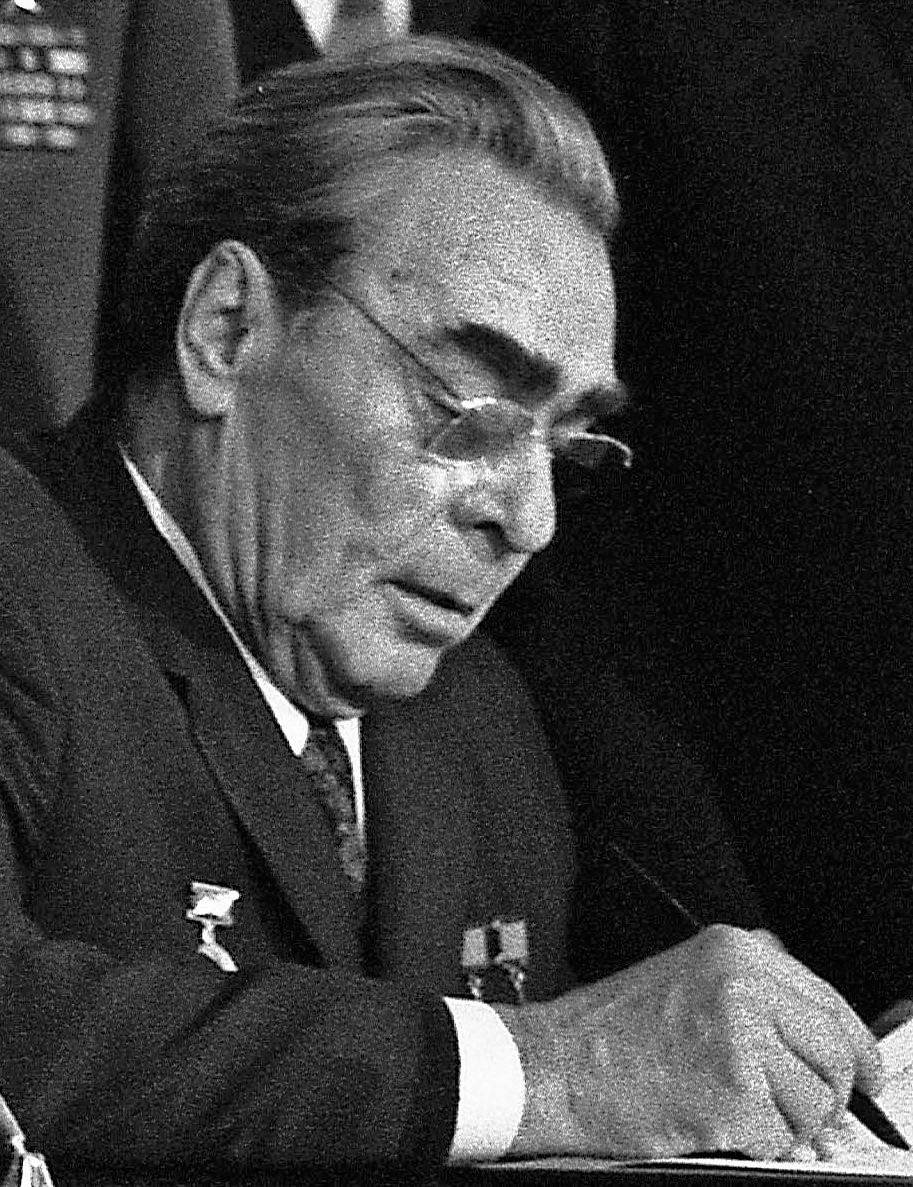
Leonid Brézhnev en 1974.

22 de enero de 1974: El periódico Pravda anunció la visita oficial amistosa de Leonid Brézhnev a Cuba.
24 de enero: el Primer Secretario del Comité Central del Partido Comunista de Cuba, Primer Ministro del Gobierno Revolucionario de la República de Cuba, Fidel Castro que concedió una entrevista a la televisión soviética. Valoró la anticipación de la visita con la frase:
“Para Cuba, la visita del camarada Brezhnev… es la visita más importante que haya tenido lugar en la historia de nuestro país.”

¿Qué mostrarle a Brezhnev?
Ante todo, queremos mostrarle el sentir de nuestro pueblo. También queremos mostrar, en el tiempo disponible, los logros económicos y sociales de nuestra revolución.
25 al 27 de enero: En aquella epocá Cuba era refugio de muchos aeropiratas latinoamericanos, sin embargo, no todos los que llegaban eran de la línea castrista o compartían el pragmatismo geopolítico cubano. La antipatía por parte de muchos secuestradores hacia los soviéticos era tan conocida que la víspera de la visita a Cuba del líder soviético Leonid Brézhnev, la Policía Nacional Revolucionaria de Cuba hizo una redada de extranjeros y los llevaron a un cuartel en las afueras de La Habana; allí les ofrecieron comida, piscina y una cancha de baloncesto, con la condición de que no volvieran a la ciudad. Una vez que se acabaron las visitas oficiales, los devolvieron a su vida normal.
28 de enero: Leonid Brézhnev voló de Moscú a Cuba en visita oficial. El Secretario General estuvo acompañado por el ministro de Asuntos Exteriores Andréi Gromiko, el Secretario del Comité Central del Partido Comunista de la Unión Soviética Konstantin Katushev y el diputado. El presidente del Comité Estatal del Consejo de Ministros de la URSS para las Relaciones Económicas Exteriores, Ivan Arkhipov, el director general de la Agencia de Telégrafos de la Unión Soviética, L. M. Zamyatin, y otros.
29 de enero: la delegación soviética visitó la Plaza de la Revolución y depositó una ofrenda floral en el monumento a José Martí, héroe nacional, revolucionario y pensador de Cuba. Después de la ceremonia, tuvieron lugar en el Palacio de la Revolución las negociaciones entre Leonid Brézhnev y Fidel Castro, durante las cuales se discutió la situación económica y las perspectivas de las relaciones económicas cubano-soviéticas, así como una amplia gama de temas de actualidad internacional. En particular, Leonid Brézhnev habló sobre las tareas que la URSS estaba resolviendo en el marco del próximo plan quinquenal y compartió la experiencia del Partido Comunista de la Unión Soviética en el campo de la agricultura y el uso de nuevas tecnologías en la industria.
Después de las negociaciones, tuvo lugar un mitin multitudinario, en el que pronunciaron discursos Fidel Castro y Leonid Brézhnev. Los informes oficiales de la visita y los medios de comunicación estatales señalaron que más de un millón de ciudadanos cubanos participaron en el acto de amistad cubano-soviético celebrado en la Plaza de la Revolución, en La Habana.
30 de enero: tuvieron lugar las negociaciones entre Leonid Brézhnev, Fidel Castro, Raúl Castro y Osvaldo Dorticós Torrado. Durante las negociaciones se decidió que con la ayuda de la Unión Soviética se realizaría el diseño y construcción de líneas eléctricas de alto voltaje en el este y el oeste de Cuba. En 1975 se planeó crear un sistema energético unificado con un control de despacho único, que garantizaría una confiabilidad y una rentabilidad significativamente mayores del suministro de electricidad a todos los sectores de la economía nacional y la población. "Cuba nunca será desleal ni desagradecida" a la Unión Soviética por la ayuda que este país ha brindado a los cubanos, declaró Fidel Castro en un acto en honor de Brezhnev.
31 de enero: en un suburbio de La Habana, Fidel Castro y Leonid Brézhnev hablaron en la inauguración del Internado Secundario Especializado V. I. Lenin. Después del discurso de Fidel Castro, Leonid Brézhnev entregó a la escuela un regalo de los sindicatos soviéticos: equipamiento para 72 aulas y laboratorios.
1 de febrero: Vuelo a Santiago de Cuba. A su llegada a la ciudad, Leonid Brézhnev, junto a Fidel Castro y otros dirigentes cubanos y soviéticos, visitó el museo histórico "26 de Julio" en el territorio del antiguo cuartel Moncada.
2 de febrero: continuaron las negociaciones entre Fidel Castro y Leonid Brézhnev, durante las cuales se examinaron una amplia gama de cuestiones. Se discutieron el estado y las perspectivas de desarrollo de las relaciones bilaterales entre la Unión Soviética y Cuba, el Partido Comunista de la Unión Soviética y el Partido Comunista de Cuba, los problemas de la situación internacional actual y las cuestiones relacionadas con el fortalecimiento de la cohesión de las filas del movimiento comunista y obrero internacional.

## Reacción de los líderes estatales
La visita de Leonid Brézhnev, según el presidente de Argentina, Juan Domingo Perón «fue dictada por la buena voluntad y la intención de evitar la continuación de la confrontación entre el país latinoamericano y los Estados Unidos». 
Creo que el bloqueo a Cuba fue un trágico error en la política de Estados Unidos. Cuba quería tomar las riendas de su destino, ¿y por qué no podía hacerlo si era un país libre y soberano? Todo lo que sucedió después fue consecuencia de la política errónea y trágica que Estados Unidos siguió en la región del Caribe. Si Cuba pudiera hacer todo a su antojo, no habría ningún daño ni para Estados Unidos ni para Cuba. Siempre he mantenido esta opinión. Es necesario que Cuba vuelva a ser miembro de la familia latinoamericana, como siempre lo ha sido. Si los cubanos tienen un sistema político diferente al nuestro, no debería preocuparnos.

## La importancia de la visita
La visita del Secretario general del Partido Comunista de la Unión Soviética Leonid Brézhnev a la República de Cuba confirmó la importancia de Cuba para la política exterior de la Unión Soviética, abriendo una nueva etapa en el desarrollo de la cooperación bilateral entre los dos estados. La reacción de la sociedad cubana a la visita de la delegación oficial soviética testimonia su importancia para Cuba. La visita estuvo muy rica, las reuniones oficiales y las negociaciones comerciales estuvieron acompañadas de varias reuniones memorables, visitas a museos y escuelas. La quintaesencia de la visita de Leonid Brézhnev fue la declaración cubano-soviética, que tuvo un carácter integral. Se prestó considerable atención a las relaciones internacionales y a los problemas globales, por lo que la declaración fue ampliamente discutida en los medios de comunicación mundiales. Por primera vez se planteó la cuestión de que Cuba es un miembro de pleno derecho del campo socialista y desempeña un papel importante en las relaciones geopolíticas. Sin duda, la visita de Leonid Brézhnev a Cuba contribuyó a la intensificación de las relaciones bilaterales entre ambos países. Durante la visita se alcanzaron varios acuerdos importantes para profundizar la cooperación económica, ayudar a la URSS en materia de electrificación de Cuba y ampliar los contactos en las esferas social y humanitaria. Más importante aún, la visita confirmó la unidad de objetivos y la cercanía ideológica de los Estados soviético y cubano. En general, la visita de Leonid Brézhnev a Cuba del 28 de enero al 3 de febrero de 1974 contribuyó al desarrollo de las relaciones cubano-soviéticas y se convirtió en una garantía para la prolongación de los contactos entre los dos países.